# Tiếng Kodava
Tiếng Kodava (chữ Kannada: ಕೊಡವ ತಕ್ಕ್ Kodava takk, nghĩa là 'tiếng nói (người) Kodava') là một ngôn ngữ Dravida đang bị đe doạ và là ngôn ngữ gốc của huyện Kodagu, miền nam Karnataka, Ấn Độ. Ngôn ngữ này gồm hai phương ngữ: Mendele (nói ở bắc và trung Kodagu) và Kiggat (nói ở Kiggat naadu, nam Kodagu).
Trong lịch sử, nó được xem là một phương ngữ của tiếng Kannada. Tuy nhiên, nó đã được phân tích lại thành một ngôn ngữ riêng biệt bởi các học giả đầu thế kỷ 20.
Theo truyền thống, nó được viết bằng chữ Kannada (là một abugida) và chữ Malayalam. Tuy nhiên, một abugida được gọi là bảng chữ cái Coorgi-Cox đã được phát triển theo yêu cầu của các thành viên cộng đồng. Tổng điều tra dân số Ấn Độ năm 2011 ghi nhận có 96.918 người nói tiếng Kodava như tiếng mẹ đẻ và 16.939 người đối với tiếng Coorgi/Kodagu, với tổng số 113.857 người xác nhận một trong những ngôn ngữ này là tiếng mẹ đẻ của họ.

## Âm vị học

### Nguyên âm
Tiếng Kodava có 14 nguyên âm. 7 trong số này, i, e, ɛ, a, ɑ, o, u, có dạng dài.
|                | Trước | Giữa | Sau      | Sau |
| không làm tròn | Trước | Giữa | làm tròn |     |
| -------------- | ----- | ---- | -------- | --- |
| Đóng           | i     | ɨ    | ɯ        | u   |
| Gần đóng       | ɪ     |      |          | ʊ   |
| Nửa đóng       | e     |      |          |     |
| Vừa            |       | ə    |          |     |
| Nửa mở         | ɛ     |      | ʌ        | ɔ   |
| Mở             | a     |      | ɑ        |     |

### Phụ âm
Tiếng Kodava có 25 phụ âm.
|          |           | Môi | Răng | Chân răng | Quặt | Vòm | Ngạc mềm | Thanh hầu |
| -------- | --------- | --- | ---- | --------- | ---- | --- | -------- | --------- |
| Tắc      | vô thanh  | p   | t̪    |           | ʈ    |     | k        |           |
| Tắc      | hữu thanh | b   | d̪    |           | ɖ    |     | g        |           |
| Xát      | Xát       |     | ð    | s         | ʂ    | ç   |          | h         |
| Mũi      | Mũi       | m   | n̪    | n         | ɳ    | ɲ   | ŋ        |           |
| Tiếp cận | Tiếp cận  |     |      | l         | ɭ    | j   |          |           |
| Rung     | Rung      |     |      | r         |      |     |          |           |
| Vỗ       | Vỗ        |     |      |           | ɽ    |     |          |           |